# Three on a Meathook
Three on a Meathook – film fabularny (horror) produkcji amerykańskiej z 1972 roku. Napisany i wyreżyserowany przez Williama Girdlera, został swobodnie oparty na historii życia mordercy-kanibala, Eda Geina.

## Opis fabuły
Cztery młode kobiety wybierają się w pewien weekend nad jezioro. W drodze powrotnej mają problem z samochodem, lecz spotykają lokalnego młodzieńca, który oferuje im pomoc. Zabiera przyjaciółki do swojego gospodarstwa, gdzie mieszka wraz z ojcem. Ten okazuje się być psychopatą – zabija trzy z bohaterek i usiłuje zrzucić winę za mordy na syna, przekonując go, że w istocie to on pozbawił turystki życia.